# أبو الفارس (للر وكتك)
أبو الفارس (بالفارسية: ابوالفارس) هي منطقة سكنية تقع في إيران في قسم للر وكتك الريفي.